# Arts-Sciences-Lettres
Pour les articles homonymes, voir Société d'encouragement.
 (septembre 2023).
Arts-Sciences-Lettres (ASL) est une société savante française fondée en 1915 par René Flament, dite « d'encouragement et d'éducation », dans le but de promouvoir la culture française.

## Histoire
Fondé en 1915 par René Flament, la Société académique apparaît dans l'intention de valoriser tout travail individuel mettant en valeur la France à travers le Monde. Contrairement à l'ordre des Arts et des Lettres français créé en 1957, il ne s'agit pas d'un ordre établi par le gouvernement, mais d'une initiative privée. La société académique se trouve toutefois sous le haut patronage du Président de la République.
Elle se constitue d'une Présidence : le Professeur Henry, à partir de sa fondation, la dirige, puis Edmond Petitfils, dès 1925, avocat résidant à Charleville, député des Ardennes, Raymond Armbruster, en 1929, conseiller général de l'Aube et sénateur sous la Troisième République ; la nomination de Roger Pinoteau, député et membre de l'Académie nationale de médecine, en 1963, permet d'introduire les domaines de l'aviation et de la variété parmi les distinctions proposées par la commission supérieure, représentant chaque activité propre, à des personnages éminents.
Elle est soutenue par un ensemble de personnalités provenant de différents horizons, le Conseil des Ministres, Paul Painlevé, la médecine physiologiste et bactériologique, Albert Calmette, Charles Richet, l'ingénierie automobile, André Citroën, l'actrice Rachel Boyer, la poétesse et romancière Anna de Noailles. Son comité d'honneur compte d'anciens ministres, députés, des membres de l'Institut Pasteur, du Conservatoire, de la Société d'économie nationale, concepteurs, créateurs, enseignants, inventeurs, militaires, ayant la Légion d'honneur. Autour des visites et des conférences, se joignent à ce groupement plusieurs milliers de membres actifs, qui participent à faire vivre l'Académie. Les récompenses que l'ASL décerne ne doivent pas être confondues avec les prix de l'Académie française. Historiquement, elles ont été attribuées à un public prestigieux, au-delà des frontières nationales : prix Nobel, académiciens, hommes religieux, reines, docteurs, éditeurs, directeurs de revues ou de théâtre, professeurs, philanthropes, écrivains, sculpteurs, animateurs, chanteurs, musiciens de tous pays, etc.

## Objet social et objectif
L'Institut vise à reconnaître et promouvoir les personnes qui, par leur talent et leur travail, contribuent au rayonnement de la culture (française), dans les domaines artistiques, littéraires et scientifiques. L'Institut a des délégués dans 22 pays à travers le Monde qui aident à l'établissement d'échanges culturels internationaux. François Tois inscrit l'émergence de cette culture dans un « enjeu de civilisation », rappelant que l'« identité » et la « cohésion sociale », provenant de l'enrichissement du patrimoine culturel, permettent d'accéder personnellement et collectivement à la liberté.

## Ancienne organisation en grades
À l'origine, l'Institut était organisé comme un ordre du Mérite et comprenait trois grades : chevalier (bronze), officier (argent) et commandeur (vermeil). Chaque membre de l'un de ces grades a reçu une croix d'honneur sur un ruban, reconnaissable par ses couleurs bleu et blanc.

Chevalier ASL
Officier ASL
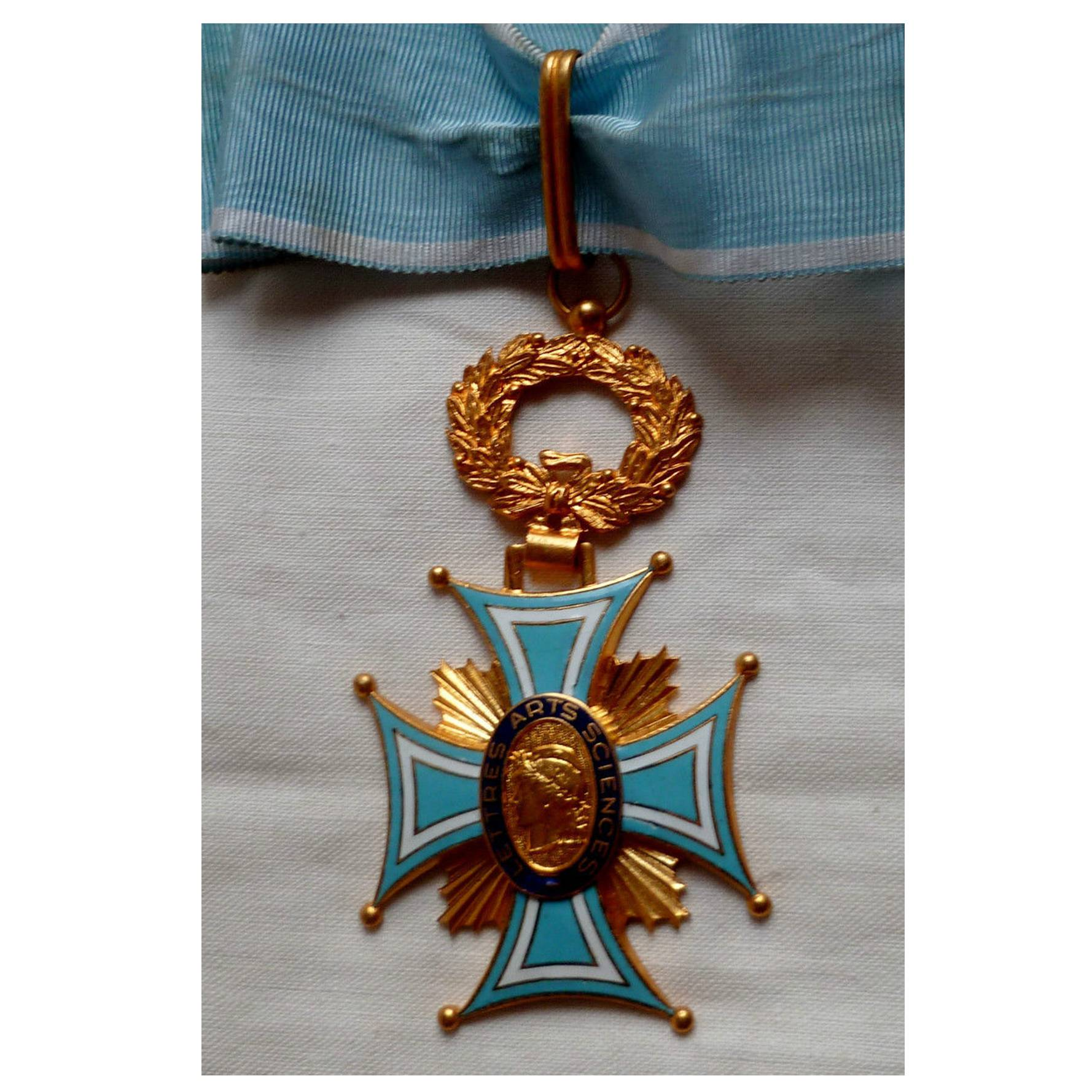
Commandeur ASL

C'est à partir de 1981 que la distinction revêt la mention de « médaille » (bronze, argent, vermeil, or, platine). Elle change définitivement de forme (passage de la médaille portée sur l'habit à la médaille de table) après 2008, avec l'ajout de l'échelon d'« étain », la croix des Arts en exergue sur l'avers, le sigle « ASL » sur le revers, étant réalisée par la Maison Bacqueville, située dans la Galerie Montpensier de l'actuel Conseil constitutionnel. Cette marque de reconnaissance traduit la portée humaniste de l'Institut, son ouverture d'esprit tendant à l'éclectisme, et son sens du partage du savoir en général.

## Médailles
L'Institut décerne désormais des médailles de platine, d'or, de vermeil, d'argent, d'étain et de bronze, avec insigne de boutonnière, aux personnalités françaises et non françaises qui ont contribué à la diffusion de la culture française.
Pour être éligible à une médaille, il faut être nommé par des tiers auprès du représentant de l'Institut (bien qu'il soit arrivé dans le passé que l'on puisse se nommer soi-même). Sur la base d'un portfolio remis par le délégué accompagné d'un justificatif des performances du candidat, le Jury décide de l'attribution et de la classe du prix. La médaille est accompagnée d'un diplôme, reportant la valeur du prix attribué, mentionnant le nom du destinataire avec la discipline correspondante, suivant la devise : Honneur et reconnaissance « aux femmes » ou « aux hommes » de valeur.
Afin d'être éligible pour une médaille ultérieure, le candidat doit être nommé à nouveau sur la base de nouvelles réalisations. De plus, une période minimale est requise avant d'acquérir un nouvel échelon :
- deux ans entre la médaille de bronze et la médaille d'étain ;
- quatre ans entre la médaille d'étain et la médaille d'argent ;
- cinq ans entre la médaille d'argent et la médaille de vermeil ;
- huit ans entre la médaille de vermeil et la médaille d'or ;
- dix ans entre la médaille d'or et la médaille de platine.

Les remises des récompenses ont lieu, traditionnellement, au Grand Hôtel InterContinental Paris Le Grand, près de l'Opéra Garnier.

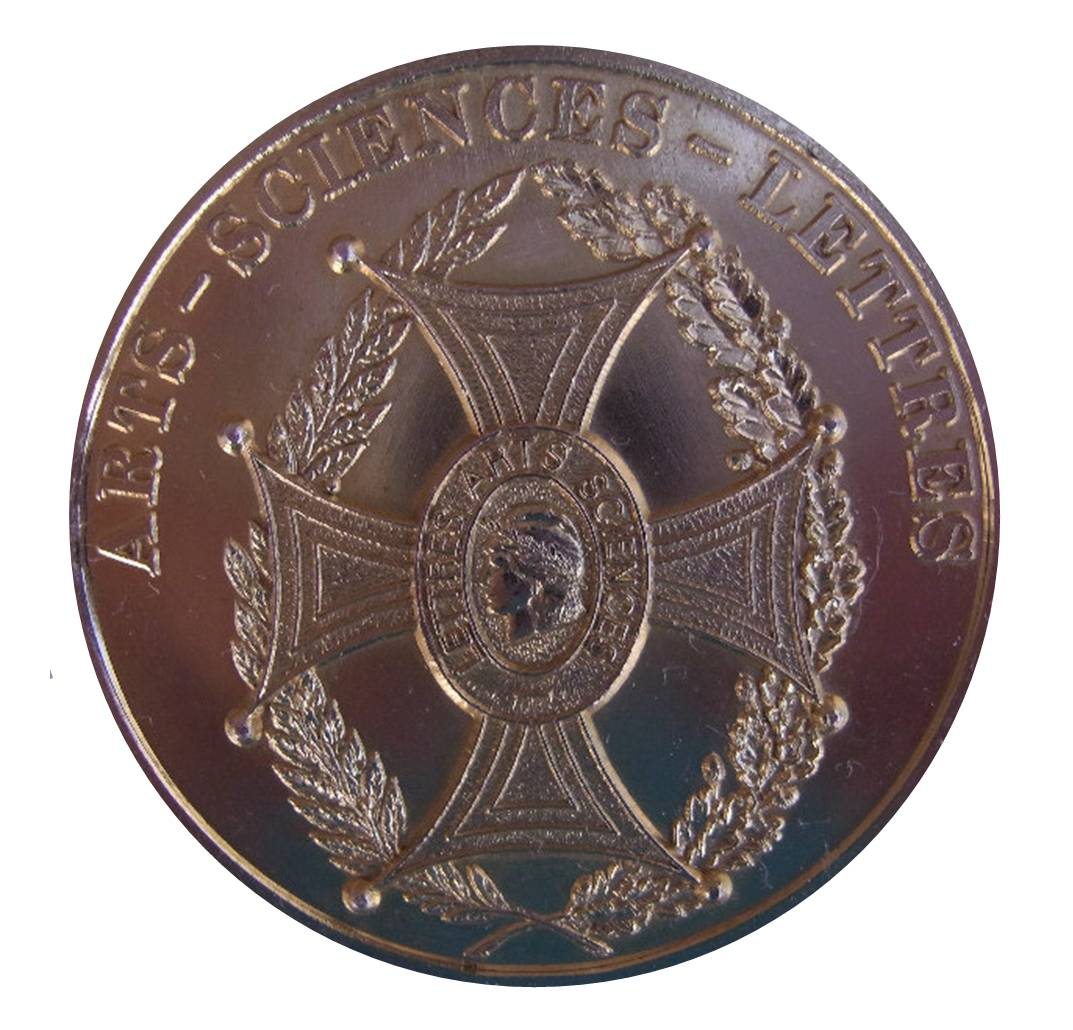
La médaille de bronze.
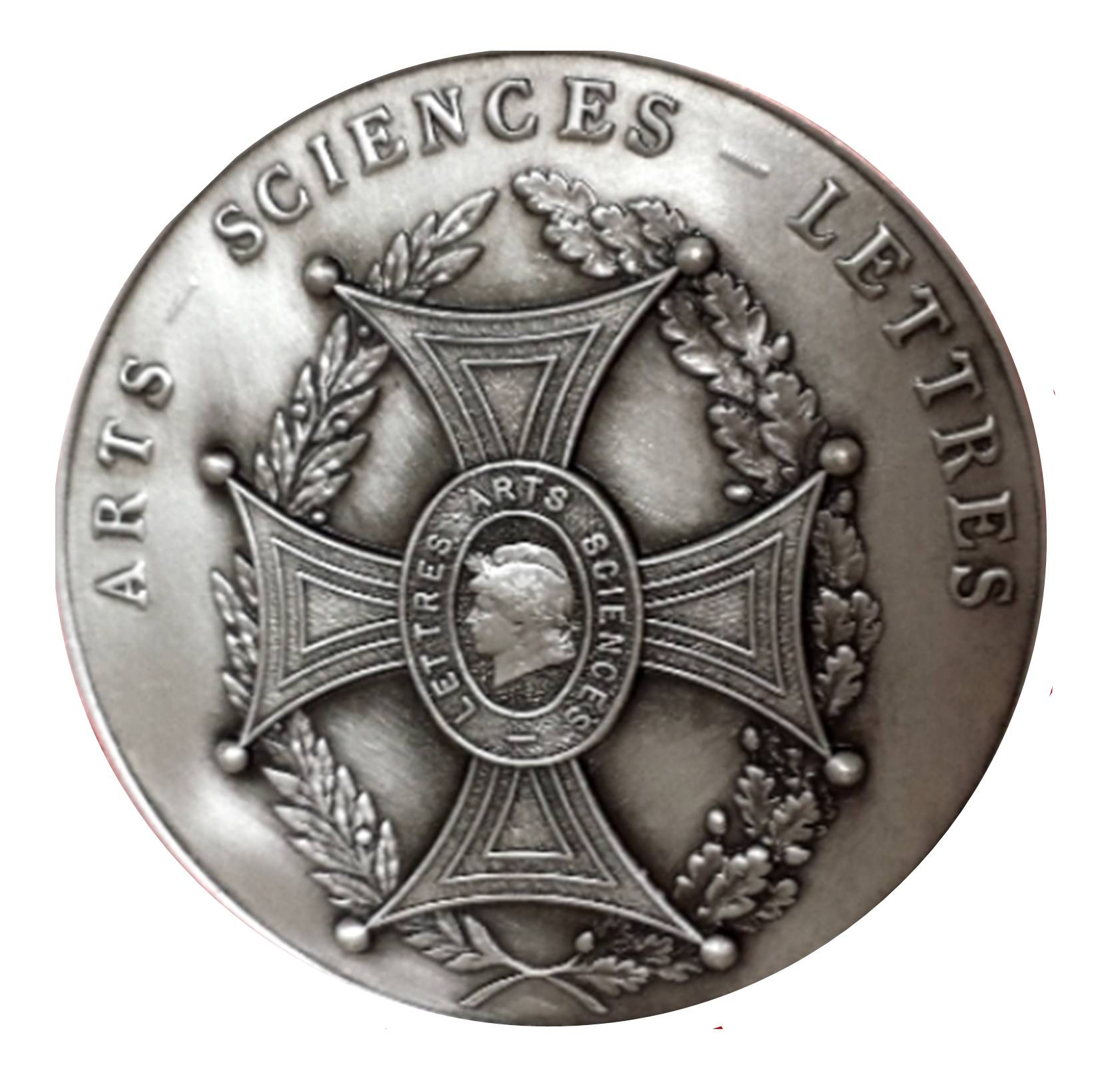
La médaille d'étain.
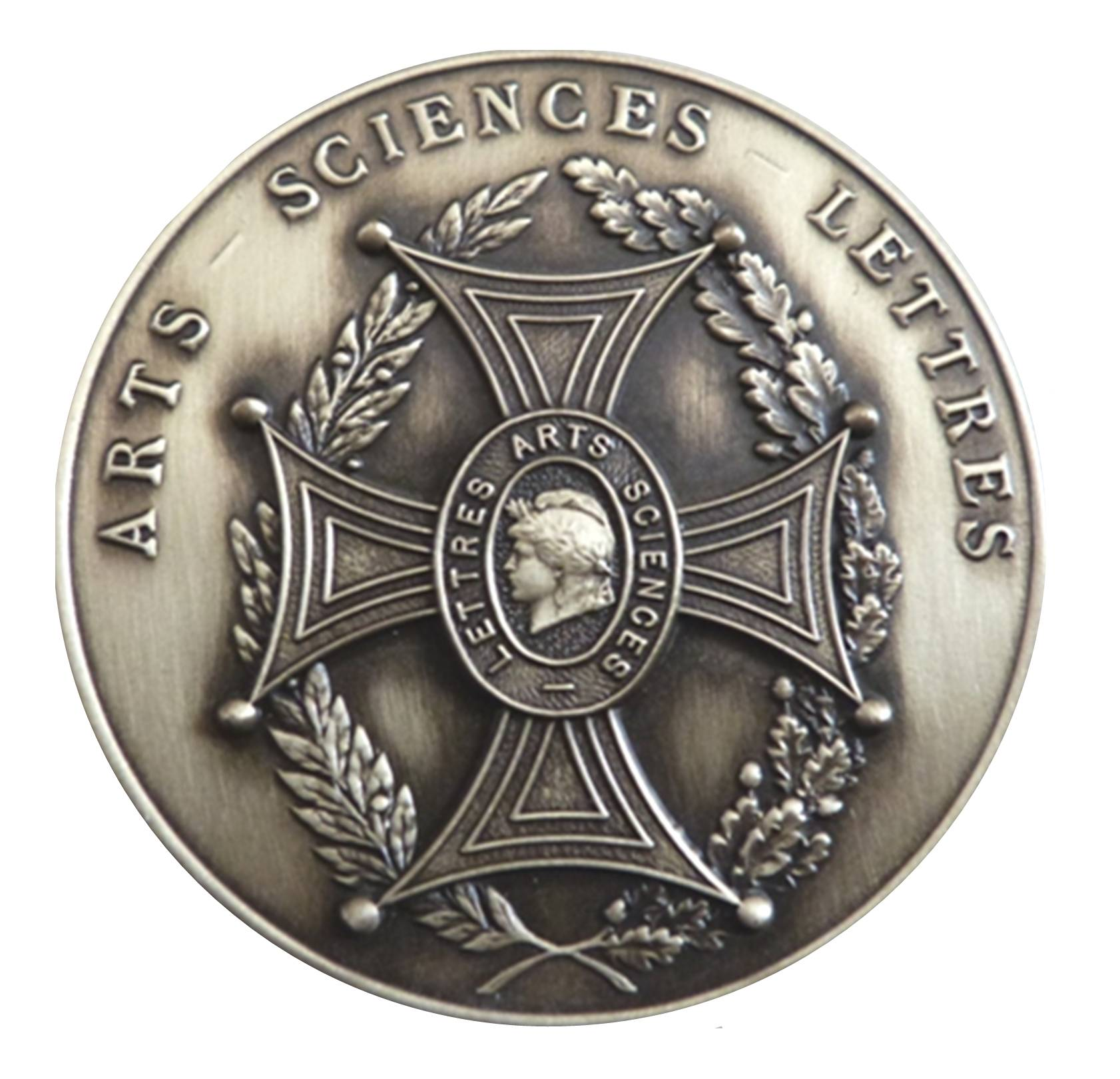
La médaille d'argent.
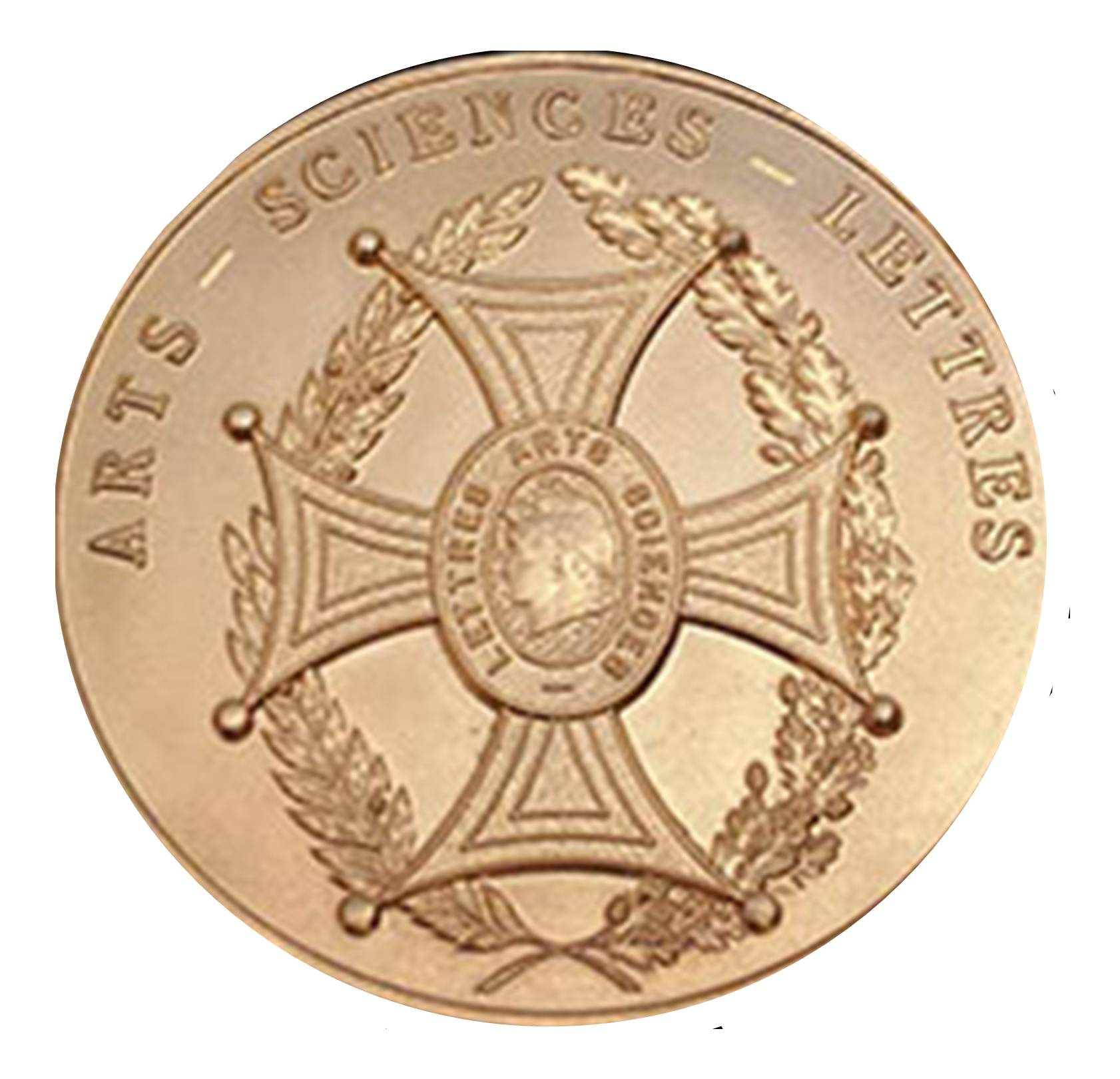
La médaille d'or.

Il peut être décerné, exceptionnellement, un prix spécial ou un diplôme d'honneur, ainsi qu'une grande médaille d'or ou une grande médaille de vermeil, sur plaquette, lorsqu'une personnalité s'est illustrée dans son domaine de prédilection, ou qu'elle a rendu un service notable à l'Académie.

## Salon et prix littéraires
Le Salon d'arts plastiques se déroule par saison ; un Grand Prix des Lettres, en parallèle, est ouvert annuellement, regroupant quatre Prix principaux : Prix Roger Pinoteau (poésie classique), Prix Claude Ferrer (poésie libérée), Prix René Flament (poésie libre), Prix Jacques Chabannes (nouvelles ou contes). Le Grand Prix est attribué à une personne qui s'est distinguée dans plusieurs sections, ou dont les textes présentent une particularité remarquable.

## Présidents
La société a eu pour présidents :
- Professeur Henry en 1915 ;
- Edmond Petitfils ;
- Raymond Armbruster, sénateur de l'Aube, en 1929[6] ;
- Lucien Klotz, journaliste et critique d'art, en 1932[7] ;
- Roger Pinoteau en 1963[8] ;
- Georges Cathala ;
- Jacques Héberlé ;
- Jocelyn Pinoteau ;
- Jacqueline Vermere ;
- François Tois ;
- Gérard Gayet ;
- Fernand Girard.

## Publications
- Arts-sciences-lettres rayonnement, Paris, Arts-sciences-lettres (ISSN 1260-2086, OCLC 472907186).